# مقاطعة ترتر
مقاطعة ترتر (بالأذرية: Tərtər rayonu)‏ هي مقاطعة في أذربيجان، تقع في أذربيجان، وجمهورية أذربيجان الاشتراكية السوفيتية، بلغ عدد سكانها 102,500 نسمة، عاصمتها ترتر، تبلغ مساحتها 957 كيلومتر مربع، رمزها البريدي هو AZ 5900.